# خانه رقیه دهقانی
خانه رقیه دهقانی مربوط به دوره صفوی است و در میبد، محله سربالا فیروزآباد واقع شده و این اثر در تاریخ ۲۸ اسفند ۱۳۸۵ با شمارهٔ ثبت ۱۸۷۴۶ به‌عنوان یکی از آثار ملی ایران به ثبت رسیده است.